# Duoconclavis piscator
Duoconclavis piscator is een tweekleppigensoort uit de familie van de Galeommatidae. De wetenschappelijke naam van de soort is voor het eerst geldig gepubliceerd in 2005 door Middelfart.